# Rajd Ypres 2002
Rajd Ypres 2002 (38. Ypres Westhoek Rally) – 38 edycja rajdu samochodowego Rajd Ypres rozgrywanego w Belgii. Rozgrywany był od 28 do 30 czerwca 2002 roku. Była to dwudziesta runda Rajdowych Mistrzostw Europy w roku 2002 (rajd miał najwyższy współczynnik - 20) oraz piąta runda Rajdowych Mistrzostw Belgii.

## Klasyfikacja rajdu
| Miejsce                                         | Kierowca                                        | Pilot                                           | Samochód                                        | Czas                                            | Strata                                          |                                                 |
| Klasyfikacja generalna, ERC i mistrzostw Belgii | Klasyfikacja generalna, ERC i mistrzostw Belgii | Klasyfikacja generalna, ERC i mistrzostw Belgii | Klasyfikacja generalna, ERC i mistrzostw Belgii | Klasyfikacja generalna, ERC i mistrzostw Belgii | Klasyfikacja generalna, ERC i mistrzostw Belgii | Klasyfikacja generalna, ERC i mistrzostw Belgii |
| ----------------------------------------------- | ----------------------------------------------- | ----------------------------------------------- | ----------------------------------------------- | ----------------------------------------------- | ----------------------------------------------- | ----------------------------------------------- |
| 1.                                              | Bruno Thiry                                     | Stéphane Prévot                                 | Peugeot 206 WRC                                 | 2:54:54.2                                       | 0.0                                             |                                                 |
| 2.                                              | Patrick Snijers                                 | Luc Dethier                                     | Subaru Impreza WRC S5 '99                       | 2:56:49.7                                       | +1:55.5                                         |                                                 |
| 3.                                              | Rocco Theunissen                                | Elisabeth Genten                                | Toyota Corolla WRC                              | 3:00:10.1                                       | +5:15.9                                         |                                                 |
| 4.                                              | Dominique Bruyneel                              | Philippe Droeven                                | Toyota Celica GT-Four (ST205)                   | 3:06:00.1                                       | +11:05.9                                        |                                                 |
| 5.                                              | Olivier Collard                                 | Bernard Lion                                    | Citroën Saxo S1600                              | 3:09:14.8                                       | +14:20.6                                        |                                                 |
| 6.                                              | Chris Van Woensel                               | Rik Snaet                                       | Subaru Impreza STi N8                           | 3:09:45.6                                       | +14:51.4                                        |                                                 |
| 7.                                              | Bob Colsoul                                     | Dany Colebunders                                | Mitsubishi Lancer Evo VII                       | 3:12:08.6                                       | +17:14.4                                        |                                                 |
| 8.                                              | Frank Broekaert                                 | Stefaan Vanneste                                | Mitsubishi Lancer Evo VI                        | 3:12:23.3                                       | +17:29.1                                        |                                                 |
| 9.                                              | Claudie Tanghe                                  | Katy Perrard-Brulant                            | Citroën Saxo Kit Car                            | 3:12:28.0                                       | +17:33.8                                        |                                                 |
| 10.                                             | Timothy Van Parijs                              | Guido Scheirlinck                               | Mitsubishi Lancer Evo VI                        | 3:15:34.7                                       | +20:40.5                                        |                                                 |